# Edward Blom
Edward Blom (22 d'octubre de 1970 a Ekerö, Suècia) és arxivista, historiador del comerç, escriptor i una coneguda personalitat televisiva de Suècia.
Edward Blom treballa com a Cap de projectes especials en el Centrum för Näringslivshistoria (Centre d'investigació per a la història del comerç), és editor de la revista Centrum för Näringslivshistoria i és una personalitat de primer ordre en matèria d'història del comerç, de l'alimentació i begudes.
Ha realitzat gran quantitat de reportatges per al canal suec de televisió TV8 com ara, Finansnytt och DI-TV I la sèrie Fredag med Edward (Els divendres amb Edward). Però els seus majors èxits, els quals l'han catapultat a les màximes quotes d'audiència i popularitat, els va tenir al llarg de l'any 2009 amb la sèrie Mellan skål och vägg med Edward Blom (Entre la paret i el plat, amb Edward Blom), en la qual viatja arreu de Suècia juntament amb Edward Flower i el periodista especialtzat en economia Peter Anderson, tot incidint en la gastronomia, begudes i història propis dels diferents indrets visitats. Blom, a més, intervé regularment en la radio, en especial en el programa de l'emissora P3 Morgonpasset.

Nascut a Ekerö (Suècia), és germà d'Anna Dunér. Va cursar estudis l'any 1989 en el Nya Elementars Gymnasium i estudià humanitats en les universitats de Trèveris, Estocolm, Uppsala i Friburg de Brisgòvia, graduant-se en arxivística l'any 1996.
Blom és un dels fundadors de la Verein Corpsstudenten in Schweden, i membre actiu de les associacions Concordia Catholica, Sällskapet Emil Hildebrands Vänner (Associació d'Amics d'Emil Hilde) i Par Bricole. Anteriorment va ser vicepresident de la Katolsk historisk förening i Sverige (Unió Històrica Catòlica de Suècia). És un membre destacat en cercles catòlics i l'any 2008 va ser ordenat Cavaller de l'Orde del Sant Sepulcre de Jerusalem pel bisbe catòlic Anders Arborelius.
Ha col·laborat, mitjançant la publicació d'un gran nombre d'articles, en diferents publicacions, com Arv och Minne (L'herència i la memòria); Den lille Fascikeln (Petits Fascícles); Katolskt magasin (Revista Catòlica), així com d'altres diversos en matèria d'arxivística.

## Llibres
- Handelsbilder – 125 år med Svensk Handel (2008) [Fotos de Negocis - 125 anys amb l'Organisme Suec per al Comerç (2008)].
- Tyskarna som industrialiserade Stockholms bryggerinäring: en studie i till Stockholm invandrade tyska bryggare och bryggeriarbetare under 1800-talets senare hälft, med inriktning på nätverk och personer (2007) [Els alemanys que van desenvolupar la beguda a Estocolm: un estudi sobre l'immigrant alemany a Estocolm, cerveseres, cerveseria i els treballadors durant el 1800, segona meitat, amb un particular enfocament cap a les xarxes i les persones (2007)].
- Familjeföreningen Concordia Catholica 1995-2005 – Jubileumsskrift över föreningens senaste decennium med anledning av dess 110-årsjubileum (2005), tillsammans med James Blom [Concòrdia, Associació de Famílies Catòliques 1995-2005 - Aniversari de l'associació Escriptura, darrera dècada, amb motiu del seu 110 aniversari (2005), juntament amb James Blom].
- ICA-historien – i parti och detalj (2003) [ICA història - en el comerç a l'engròs i al detall (2003)].
- Jehanders – 125 år i Stockholmarnas tjänst (1999), tillsammans med Lars Lundqvist [Jehan meses - 125 ans. El servei a Estocolm (1999), juntament amb Lars Lundqvist].

## Articles en llibres i llibres electrònics
- ”Agape”, novell i: Anna Braw (red) Tillsammansmat (2007)["Agape", una novel·la: Anna Braw (vermell) Tillsammansmat (2007)].
- ”Säljande gudar och livbojar i Identitet : om varumärken, tecken och symboler (2002) ["Vendre deus i ars salvavides" en la identitat: sobre les marques, els signes i els símbols (2002)].
- "Berömda arkivspex och arkivrevyer" i Tjugo år med Arkivrådet AAS ”Revistes i arxius fomosos", Vint anys en el Consell d'Arxius (editors Olle Ebbinghaus i Ulrika Grönquist).
- Flera artiklar i cd/dvd:erna Söder i våra hjärtan (1998), The Ericsson Files (2001), Gamla Stan under 750 år (2002) [Diversos articles en CD / DVD: el Sud en els nostres cors (1998), Els arxius d'Ericsson (2001), la Ciutat Vella al llarg de 750 anys (2002)].

## Algunes seqüències de televisió
- Edward on baksmäla, clip
- Swedish ölhistoria
- If Gluntarne
- Menu Tips for Crown Princess in DITV
- Teasers from the Middle bowl and wall
- Edward Blom tells punch history of TV8's Finance.